# Obala komaraca
Obala komaraca (špa. Costa de Mosquitos) priobalna je regija na Karipskom moru, u istočnoj Nikaragvi i Hondurasu u Srednjoj Americi.
Područje obuhvaća pojas širok 65 i dugačak oko 360 kilometara.
Kristofor Kolumbo posjetio je ovo područje 1502. godine, međutim, Europljani nisu pokazivali značajniji interes sve do 1655. kada je Engleska uspostavila prekomorski protektorat. Iako se područje zove Obala komaraca, nazvana je, zapravo po indijanskom plemenu Mískito.
Tijekom povijesti teritorijalne pretenzije na ovo područje imale su Španjolska, Nikaragva i Sjedinjene Američke Države do 1850., kada je ugovorom cijelo područje ušlo u sastav Nikaragve. Međutim, 1960. godine Međunarodni sud pravde je njen sjeverni dio dodijelio Hondurasu.
Najveći grad je Bluefields, koji se nalazi, kod ušća rijeke Escondido.